# جو ویترلی
جو ویترلی (به انگلیسی: Joe Viterelli) (زاده ۱۰ مارس ۱۹۳۷-درگذشته ۲۹ ژانویهٔ ۲۰۰۴) بازیگر آمریکایی است.
از فیلم‌های معروف او می‌توان به بازی در فیلم تحلیل این، تحلیل آن، در خدمت سارا، میکی زاغه، بزهکاران، زندانیان بهشت، مافیا! و هال ظاهربین اشاره کرد.